# Лайн Бошам
Лайн Бошам (нар. 24 лютого 1963 р.) — канадська політична діячка. Вона служила депутатом-лібералом Національної асамблеї (MNA) . У Національній асамблеї Квебеку — з 30 листопада 1998 року по 14 травня 2012 року. З 29 квітня 2003 р. по 18 квітня 2007 р. була міністром культури і зв'язку, міністром сталого розвитку, навколишнього середовища та парків з 18 квітня 2007 р. по 12 серпня 2012 р., а також міністром освіти, відпочинку та спорту. З 11 серпня 2010 року працювала як заступник прем'єр-міністра Квебеку поки не подала у відставку 14 травня 2012 року в результаті студентського страйку в Квебеку 2012 року.
У січні 2013 року вона заснувала свою компанію зі стратегічного консалтингу й уклала різноманітні договори з клієнтами з різних секторів, включаючи культуру, освіту, нерухомість та професійні послуги. Вона також є гостьовим оглядачем журналу Le Journal de Montréal .
Лайн Бошан народилася в Валфілді, отримала ступінь бакалавра психології в Університеті Монреаля в 1985 році. З 1984 по 1985 рік працювала асистентом викладача в цьому ж закладі, а в 1987 році стала директором Інфо-круассану, асоціації захисту споживачів, яка займається психотерапією, самодопомогою та культами. З 1991—1993 рр. працювала виконавчим директором радіостанції 101,5 CIBL-FM . У 1993 році вона стала виконавчим директором Pro-Est, товариства сприяння та соціально-економічного партнерства Монреаля Сходу, перебувала на посаді до 1998 року. У період з 1989 по 1998 р. Лайн Бошамп була членом кількох виконавчих комітетів, серед яких Кооперативний Комітет з асоціації економіки (Mont -ére de Montréal) з 1989 по 1993 рік, Корпорація по розробці l'Est (CDEST) з 1993 року -1997, Collège de Maisonneuve в з 1995 по 1998 рр., І олімпіади «Régie des installation olympiques» (RIO) 1996—1998 рр., Крім того, вона була членом «Réseau des gens d'aferes de l'Est» з 1993 по 1998 рік.
У 2013 та 2014 роках Лайн Бошамп була членом Виконавчого комітету лікарні Мезон-Роузмон, лікарні Рів'є-де-Прері Фонд ле Птітс-Трезор, Фондації Пер-Менара, Зоофесту та Mondial des jeux.

## Політична кар'єра
Під час загальних виборів у Квебеку 1998 року Лайн Бошан перемогла під прапором Квебекської ліберальної партії й таким чином стала членом офіційної опозиції з владою партії Квебека (влада Люсьєна Бушара та Бернарда Ландрі). Вона була офіційним критиком опозиції у питаннях культури та комунікацій. Політик також була одним із міністрів, які доручали вести дипломатичні представництва в Бельгії, Каталонії та Європі.
Переобрана під час виборів 2003 року, Лі Бошамп стала міністром культури і комунікацій 29 квітня 2003 року після виборів Квебекської ліберальної партії. З 18 лютого 2005 року вона також стала міністром, відповідальним за Монреальський регіон.
За тижні до виборів 2007 року Лайн Бошан була призначена директором виборчої кампанії Ліберальної партії Квебеку. У день виборів вона здобула третю перемогу в перегонах. Згодом її призначили міністром сталого розвитку, навколишнього середовища та парків.
Під час мітингу кабінету в серпні 2010 року вона стала міністром освіти, відпочинку та спорту, замінивши Мішель Куршне, яка приєдналася до казначейської ради. 7 вересня 2011 року, після відставки Наталі Нормандо, Лайн Бошамп став 15-м віце-прем'єр-міністром Квебеку.
Навесні 2012 року, працюючи міністром освіти, відпочинку та спорту, вона підтримала студентський страйк проти підвищення плати за навчання. Цей страйк був найдовшим студентським протестом в історії Квебеку. Студентська криза змусила її звільнитись з посади і як міністра освіти, відпочинку та спорту, і як віце-прем'єра Квебеку 14 травня 2012 року, після 13 тижнів протестів. Під час прес-конференції вона заявила, що цей жест — це її «остаточний компроміс» для вирішення кризи.